# École du Louvre

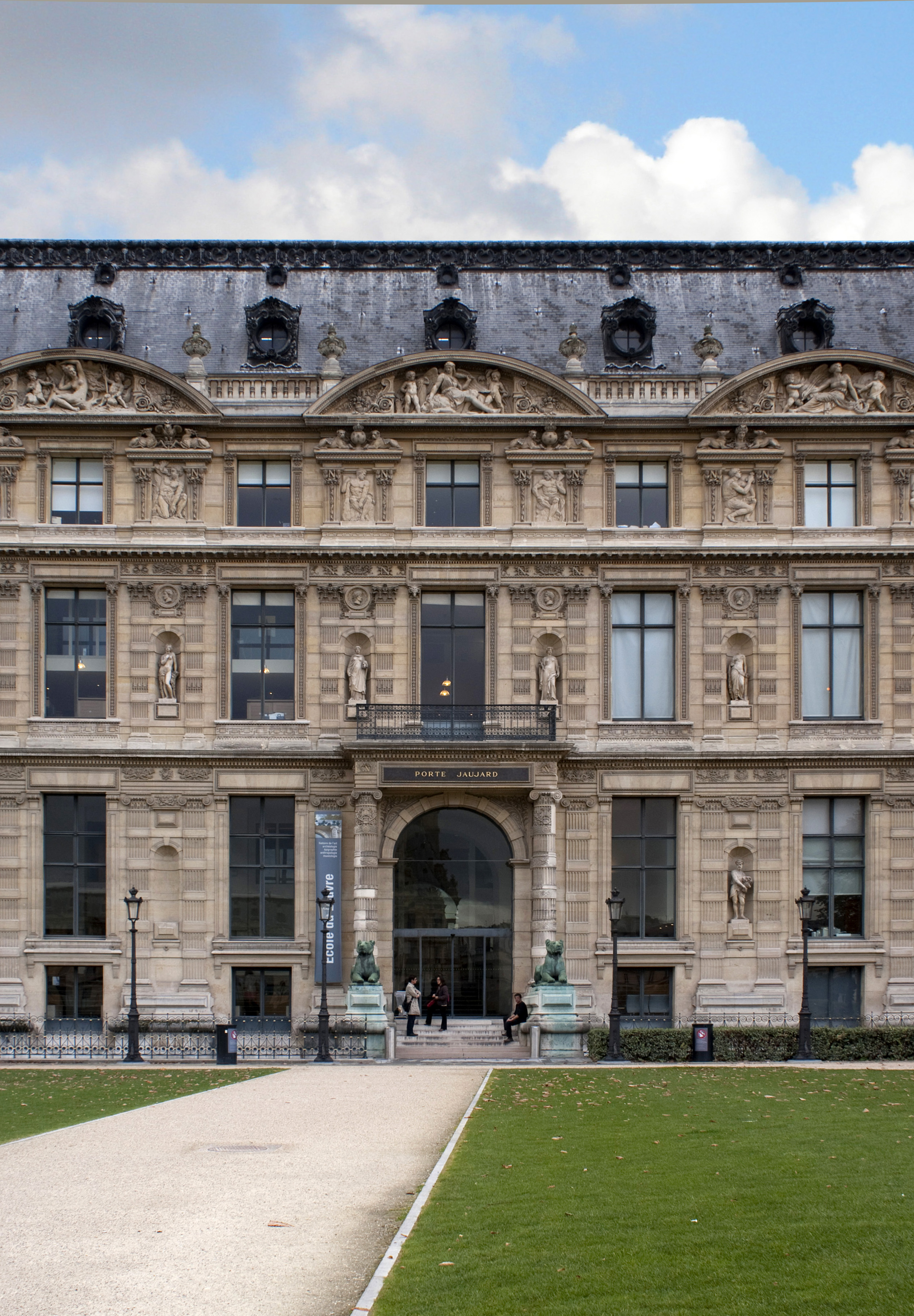
École du Louvre

École du Louvre är en offentlig institution för fransk högre utbildning som är belägen i Louvren i Paris och undervisar i konsthistoria.

## Kända akademiker
- Jacqueline Auriol, fransk flygare
- Romuald Dor de la Souchère, fransk lärare, arkeolog och museiman
- Hedi Slimane, fransk modedesigner
- Patrik Steorn, svensk konstvetare
- Germaine Tillion, fransk etnolog